# Římskokatolická farnost Kuřívody
Římskokatolická farnost Kuřívody (něm. Hühnerwasser) je církevní správní jednotka sdružující římské katolíky na území části města Kuřívody a v jeho okolí. Organizačně spadá do českolipského vikariátu, který je jedním z 10 vikariátů litoměřické diecéze. Centrem farnosti je kostel svatého Havla v Kuřívodech.

## Historie farnosti
Kuřívody byly původně městem, které fakticky zaniklo po roce 1947. Z původní zástavby se dodnes dochoval pouze farní kostel sv. Havla, zámek a budova bývalé fary (dnes sídlo vedení města Ralsko).
Farní kostel je v Kuřívodech poprvé uváděn v roce 1279. V hmotě stavby se dochoval dodnes (jedinou mladší přístavbou je kostelní věž z roku 1722). Má podobu jednoduchých venkovských sakrálních staveb gotické doby (obdélná loď a čtvercový presbytář), v tomto případě však realizovanou v dosti zvětšeném měřítku. V roce 1724 proběhly barokní stavební úpravy v prostoru lodi. Ve druhé půli 20. století se kostel octl ve vojenském prostoru a byl postupně zdevastován. V 90. letech začala jeho postupná obnova, která pokračuje dodnes.
Od roku 2007 je farnost administrována excurrendo z Mimoně, v kostele jsou pravidelné katolické bohoslužby, a několikrát v roce též bohoslužby pravoslavné.

### Duchovní správcové vedoucí farnost
Začátek působnosti jmenovaného v duchovní správě farnosti od:
- Salomon, † 1363
- 1363 Verianus, † 1398
- 1398 Georgius z Chlumu
- 1402 Hanko
- 1404 Nicolaus z Kruhu
- Joannes
- 1406 Bartholomeus
- 1689 Sigismund Benedict. Waraus
- 1765 Wenceslaus Haintze
- 1784 Anton. Mazeroth, † 24. 12. 1793
- 1793 Jos. Schiffner, n. 2. 10. 1758 Hirschberg, o. 17. 3. 1782, † 3. 3. 1821
- 1808 par. vacat
- 1808 Ioann. Ulrich, n. 1. 9. 1766 Bautzen, o. 19. 3. 1791, † 14. 5. 1837
- 1838 Anton. Ritschel, n. 26. 11. 1786 Vrchlabí, o. 24. 4. 1813, † 14. 11. 1849
- 1850 Franc. Knesch, n. 10. 10. 1802 Reichenberg, o. 4. 9. 1827, † 23. 10. 1866
- 1853 Joann. Pruscha, n. 4. 7. 1810 Rokytan. o. 4. 8. 1834, † 28. 12. 1895
- 1864 chybí katalog
- 1865 Leopold Zumann, n. 16. 10. Bělá, o. 26. 7. 1847, † 8. 8. 1883
- 1873 par. vacat, admin. int. Jos. Bušek
- 1874 Ignat. Arnold. Jelínek, n. 3. 3. 1833 Pilsen, o. 29. 7. 1858, † 27. 8. 1901
- 1880 Anton. Kauler, n. 18. 12. 1837 Zdiar, o. 29. 7. 1863, † 1. 2. 1889
- 1890 Josef Pavec, n. 21. 12. 1848 Ounice, o. 22. 7. 1881, † 10. 10. 1916
- 1891 par. vacat, admin. int. Wenc. Kadlec
- 1892 Anton. Altmann, n. 15. 6. 1858 Borovice, o. 11. 5. 1884, † 7. 1. 1902
- 1903 Franc. Řezníček, n. 14. 2. 1855 Velko Satoňovic., o. 24. 8. 1882, † 26. 4. 1928
- 1906 Josef Brož, n. 15. 5. 1869 Rakousy, o. 17. 7. 1892, † 17. 5. 1944
- 1917 Ernest Killian, n. 20. 1. 1884 Olleschau,o. 11. 7. 1909, † 25. 4. 1926
- 1927 Josef Wagner, n. 15. 11. 1885 Nieder Rochlitz, o. 11. 7. 1909
- 1. 12. 1941 par. vacat, admin. int. Alois Maier
- 1. 5. 1946 Jaroslav Dostálek
- 1947-1990 duchovní činnost farnosti pozastavena, vojenský prostor (Parochia abolata, locus militaris)
- 1990 Václav Horniak
- 1. 8. 1994 Štefan Bednár
- 15. 10. 1994 Tomáš Kuba
- 13. 11. 2007 Václav Horniak, SVD, admin. exc. z Mimoně, 6. 2. 2019 – 31. 12. 2019 admin. exc. in spiritualibus z Mimoně
- 6. 2. 2019 Richard Cenker, SVD, admin. exc. in materialibus; od 1. 1. 2020 admin. exc. z Mimoně[1]

Kromě kněží stojících v čele farnosti, působili ve farnosti v průběhu její historie i jiní kněží. Většinou pracovali jako farní vikáři, kaplani, katecheté, výpomocní duchovní aj.

## Římskokatolické sakrální stavby na území farnosti
| Fotografie | Stavba           | Místo    | Bohoslužby                      | Zeměpisné souřadnice            | Status       | Číslo kulturní památky           |
| Kostel | Kostel           | Kostel   | Kostel                          | Kostel                          | Kostel       | Kostel                           |
| --- | ---------------- | -------- | ------------------------------- | ------------------------------- | ------------ | -------------------------------- |
| | Kostel sv. Havla | Kuřívody | bližší informace o bohoslužbách | 50°35′6″ s. š., 14°48′14″ v. d. | farní kostel | 32967/5-3488 (Pk•MIS•Sez•Obr•WD) |
| Některé drobné sakrální stavby a pamětihodnosti lze dohledat zde v databázi Drobné sakrální památky Zaniklé sakrální stavby lze dohledat zde v databázi Poškozené a zničené kostely, kaple a synagogy v České republice |                  |          |                                 |                                 |              |                                  |

Ve farnosti se mohou nacházet i další drobné sakrální stavby, místa římskokatolického kultu a pamětihodnosti, které neobsahuje tato tabulka.

## Příslušnost k farnímu obvodu
Z důvodu efektivity duchovní správy byl vytvořen farní obvod (kolatura) farnosti Mimoň, jehož součástí je i farnost Kuřívody, která je tak spravována excurrendo. Přehled těchto kolatur je v tabulce farních obvodů českolipského vikariátu.